# 芝加哥海茨
芝加哥海茨（英語：Chicago Heights）是一個位於美國伊利諾伊州庫克縣的城市。

## 地理
芝加哥海茨的座標為41°30′43″N 87°38′25″W / 41.51194°N 87.64028°W，而該地的平均海拔高度為201米（即659英尺）。

## 人口
根據2010年美國人口普查的數據，芝加哥海茨的面積為26.44平方千米，當中陸地面積為26.40平方千米，而水域面積為0.04平方千米。當地共有人口30276人，而人口密度為每平方千米1,145.08人。